# Kenneth Green
George Kenneth „Ken“ Green (* 1911; † August 1977) war ein US-amerikanischer Physiker, der sich mit Teilchenbeschleunigern beschäftigte.

## Leben
Green studierte an der University of California, Berkeley, wo er der Gruppe von Ernest Orlando Lawrence angehörte. Nach dem Zweiten Weltkrieg war er am Brookhaven National Laboratory (BNL) bei M. Stanley Livingston, der dort das Cosmotron baute. Green setzte nach der Entdeckung der starken Fokussierung von Livingston, Ernest Courant und Snyder diese Idee (in Konkurrenz zu den Europäern am CERN) am BNL beim Bau des Alternating Gradient (AG) Synchrotrons um, das 1960 in Betrieb ging und 33 GeV erreichte. Dabei arbeitete er mit John Blewett zusammen. In den 1960er Jahren kam es zu Konflikten innerhalb des BNL über die einzuschlagende Forschungsrichtung zwischen experimentellen Teilchenphysikern (wie Maurice Goldhaber, dem Direktor des Labors) und Beschleunigerentwicklern. Die nächste größere Maschine (im 200 GeV Bereich) nach dem AGS sollte nach internen Absprachen von Berkeley gebaut werden (und wurde am Ende im Fermilab realisiert), und Green wollte die Forschung auf die supraleitende Magnete und die Entwicklung eines Colliders für die übernächste Beschleunigergeneration konzentrieren, seine Gegner wollten die Forschungsgelder lieber in Experimente am laufenden Beschleuniger stecken. Green wurde deshalb 1969 als Leiter des AGS abgelöst. Green widmete sich dann alternativer (solarer) Energieversorgung für das BNL und der Projektstudie für die National Synchrotron Light Source (NSLS), das ab 1978 gebaut wurde und dessen Ringe 1982 bis 1984 in Betrieb gingen. Mit Renate Chasman entwickelte er das später viel als Baustein für Synchrotronquellen verwendete Chasman-Green-Gitter (Chasman Green Lattice). Auch an der Entwicklung des ISABELLE-Beschleunigers am BNL war er beteiligt, des nach dem AGS nächsten großen Beschleunigerprojekts des BNL unter Leitung von Greens Nachfolger Blewett.